# 人間本性論
『人間本性論』（にんげんほんせいろん、英: A Treatise of Human Nature）とは、1739年にイギリスの哲学者デイヴィッド・ヒュームにより書かれた哲学の著作である。『人性論』（じんせいろん）とも。

## 概要
著者のヒュームはイギリス経験論の哲学者であり、本書『人間本性論』は1739年にヌーン書店から出版されたが、1740年には付録が追加されてロンドンのロングマン書店から出版された。本書の内容はもともとは
- 知性/悟性（understanding）
- 情念/情緒/感情（passions）
- 道徳（morals）
- 政治（politics）
- 文芸/趣味判断（criticism）

の5つの主題に沿って書き上げられる予定であったが、当時この研究はあまり注目されなかったために政治、趣味判断に関する論述が盛り込まれることはなかった。そのため結果的には第1篇知性について、第2篇情念について、第3篇道徳について、以上の内容から構成されている。このような主題について既にジョン・ロックが議論しているが、ヒュームは当時の自然科学の発展に伴って価値が認められた実証的方法を人間学の領域に適用することにより、ロックの経験論の立場を受け継ぎながら、あるがままの人間本性を対象とした哲学を構築することを試みている。

## 構成
- 緒言
- 序論
- 第1篇 - 知性（understanding）について
  - 第1部 - 観念（ideas）、その起源（origine）・構成（composition）・結合（connection）・抽象（abstraction）などについて
  - 第2部 - 空間（space）と時間（time）の観念（ideas）について
  - 第3部 - 知識（knowledge）と蓋然性（probability）について
  - 第4部 - 哲学（philosophy）の懐疑的及びその他の体系（skeptical and other systems）について
- 第2篇 - 情念（passions）について
  - 第1部 - 誇り（pride）と卑下（humility）について
  - 第2部 - 愛（love）と憎しみ（hatred）について
  - 第3部 - 意志（will）と直接的な情念（direct passions）について
- 第3篇 - 道徳（morals）について
  - 第1部 - 徳（virtue）と悪徳（vice）一般について
  - 第2部 - 正義（justice）と不正義（injustice）について
  - 第3部 - その他の徳（virtues）と悪徳（vices）について

## 内容
ヒュームは人間の知覚が印象と観念に区分されることを指摘しており、印象は感情や感覚、感動などの力強い刺激を含み、観念とは感情の動きを伴わない映像に過ぎないと捉える。観念と印象は密接に関係しており、単純な観念は単純な印象から派生するものであり、印象は観念を生み出す基盤である。また印象は感覚の印象と反省の印象に区分できるが、前者は未知の原因から人間の心理に現れるものであるが、後者は観念により発現する。したがって、印象がまず感覚を刺激して快苦などを人間に知覚させ、印象が消えた後にも心に保持しておくものが観念であるとヒュームは論じる。このことによって観念は印象を再現可能なものとすることを可能とし、既知の出来事を記憶することや未知の出来事を想像することが可能となる。想像は心の複雑な働きをもたらし、類似、接近、因果という三つの観念の法則に従いながら機能する。この法則こそ観念の法則であり、この法則に従った複合的な観念として関係、様相、実体の三つの観念が人間にもたらされる。
ヒュームはこのような議論に続いて七種類の哲学的な関係として類似、同一、時空の関係、量数の割合、性質の度合い、反対、因果を列挙して順に検討している。その上で人間には個々の印象を関係付け、または結合させる観念として所信が機能していることを指摘する。ヒュームは悟性だけでなく感情面についても分析を加えており、感覚の印象が詳細に分類されている。まず印象は感覚的印象と身体的快苦に大別され、さらに二次的な印象である反省的な印象は美醜を識別する静態的なものと愛憎や悲喜を識別する動態的なものに分けられる。さらに感情は直接感情と間接感情からも区別されており、善悪や快苦から派生する欲求、嫌悪、悲しみ、喜び、希望、恐怖、絶望、確信という直接感情と自負、卑下、名誉、虚栄、愛、嫉妬、憐れみ、悪意、寛容など複数の性質を伴う間接感情があるとされる。道徳についてヒュームは正と不正が印象によるものであるのか、観念によるものであるのかを検討しており、それが概念による把握ではなく感じるものであると述べている。その上で美徳を自身にとって快適なもの、他人にとって快適なもの、自身にとって有用なもの、他人にとって有用なものと、四区分しながら最後の部類に含められる親切心や正義が社会的には重要な美徳であると評価する。

## 日本語訳
- 『ヒューム人性論』 太田善男訳、岩波文庫 1933年
- 『人性論』 岩波文庫 全4巻
  - 『知性に就いて』（上下）、大槻春彦訳 1948年
  - 『情緒に就いて』 大槻春彦訳 1951年
  - 『道徳に就いて』 大槻春彦訳 1952年
- 『世界の名著 ロック、ヒューム』大槻春彦編 中央公論社 1968年
  - 『人間知性論』（大槻春彦訳）と『人性論』（土岐邦夫訳）と「原始契約について」（小西嘉四郎訳）を収録
    - 『人性論』 土岐邦夫訳、中公クラシックス 2010年（「原始契約について」も併録）
- 『人間本性論』 法政大学出版局 全3巻
  - 『知性について』 木曾好能訳 1995年 新装版2011年、普及版2019年
  - 『情念について』 石川徹、中釜浩一、伊勢俊彦共訳 2011年
  - 『道徳について』 石川徹、中釜浩一、伊勢俊彦共訳 2012年